# Георги Георгиев (писател)
Вижте пояснителната страница за други личности с името Георги Георгиев.
Георги Вълков Георгиев (с литературен псевдоним „Равнинов“) е български писател.

## Биография и творчество
Роден е на 26 декември 1930 г. в село Глумче. Учи в Карнобат, завършва българска филология в Софийския държавен университет.
Първоначално работи като учител по български език и литература в гимназията в гр. Карнобат. Активно сътрудничи на периодичния печат с публицистика и разкази.
От 1966 г. се преселва в Бургас и започва работа като редактор във вестник „Черноморски фронт“ (днес „Черноморски фар“).
Георги Равнинов публикува много разкази и публицистични материали в окръжния и централния периодичен печат. Издава книга под заглавие „Всеотдайност“. По сценарий на Георги Равнинов е заснет филмът на БНТ „Летище край морето“. В съавторство със Стефан Вълчев издава през 1984 г. книгата „Бургас посреща шампиони“. Има един незавършен роман.
Умира на 1 ноември 1990 г. в Бургас.